# New Morning
New Morning je jedenácté studiové album amerického rockového hudebníka Boba Dylana, vydané v říjnu roku 1970 u Columbia Records.

## Seznam skladeb
Všechny skladby napsal(i) Bob Dylan. 
| Pořadí | Název                 | Délka |
| ------ | --------------------- | ----- |
| 1.     | If Not for You        | 2:39  |
| 2.     | Day of the Locusts    | 3:57  |
| 3.     | Time Passes Slowly    | 2:33  |
| 4.     | Went to See the Gypsy | 2:49  |
| 5.     | Winterlude            | 2:21  |
| 6.     | If Dogs Run Free      | 3:37  |
| 7.     | New Morning           | 3:56  |
| 8.     | Sign on the Window    | 3:39  |
| 9.     | One More Weekend      | 3:09  |
| 10.    | The Man in Me         | 3:07  |
| 11.    | Three Angels          | 2:07  |
| 12.    | Father of Night       | 1:27  |

## Sestava
- Bob Dylan – zpěv, akustická kytara, elektrická kytara, varhany; piáno
- David Bromberg – elektrická kytara, dobro
- Harvey Brooks – basová kytara
- Ron Cornelius – elektrická kytara
- Charlie Daniels – basová kytara
- Buzzy Feiten – elektrická kytara
- Al Kooper – varhany, piáno, elektrická kytara, lesní roh
- Russ Kunkel – bicí
- Billy Mundi – bicí
- Hilda Harris – doprovodný zpěv
- Albertin Robinson – doprovodný zpěv
- Maeretha Stewart – doprovodný zpěv